# Kepon typus
Kepon typus là một loài chân đều trong họ Bopyridae. Loài này được Duvernoy miêu tả khoa học năm 1840.